# Mine de Collahuasi
La mine de Collahuasi est une mine à ciel ouvert de cuivre située dans la région de Tarapacá au Chili. Elle serait le 4e plus grande mine de cuivre au monde. Elle est détenue à 44 % par  Glencore, à 44 % par Anglo American et à 12 % par un consortium japonais.